# Municipio de Plainview (Dakota del Norte)
El municipio de Plainview (en inglés: Plainview Township) es un municipio ubicado en el condado de Stutsman en el estado estadounidense de Dakota del Norte. En el año 2010 tenía una población de 40 habitantes y una densidad poblacional de 0,43 personas por km².

## Geografía
El municipio de Plainview se encuentra ubicado en las coordenadas 47°6′9″N 98°54′3″O / 47.10250, -98.90083. Según la Oficina del Censo de los Estados Unidos, el municipio tiene una superficie total de 93.13 km², de la cual 93,01 km² corresponden a tierra firme y (0,13 %) 0,12 km² es agua.

## Demografía
Según el censo de 2010, había 40 personas residiendo en el municipio de Plainview. La densidad de población era de 0,43 hab./km². De los 40 habitantes, el municipio de Plainview estaba compuesto por el 100 % blancos. Del total de la población el 0 % eran hispanos o latinos de cualquier raza.